# Pachyta felix
Pachyta felix là một loài bọ cánh cứng trong họ Cerambycidae.